# Thunderbirds Are Go
Thunderbirds Are Go is een Britse sciencefiction-supermarionationfilm uit 1966. De film is de eerste bioscoopfilm gebaseerd op de televisieserie Thunderbirds van Gerry Anderson.

## Verhaal
De film begint met het gereedmaken van het nieuwe ruimteschip Zero-X voor de eerste bemande vlucht naar Mars. Op automatische wijze worden de grootste componenten aan elkaar gekoppeld en ontstaat een soort combinatie van een enorm vliegtuig met een ruimteraket (360 x 240 meter, 11460 ton). Niemand merkt echter dat the Hood aan boord glipt om foto’s te maken. Wanneer de Zero-X opstijgt, blokkeert zijn voet een van de hydraulische systemen, waardoor de piloten de macht over het schip verliezen. The Hood weet met een parachute te ontsnappen, en de bemanning met de ontsnappingscapsule. De Zero-X stort neer in zee.
Twee jaar later is het onderzoek naar de ramp met de Zero-X afgerond, en sabotage wordt vastgesteld als oorzaak. Ondertussen is de nieuwe Zero-X gebouwd en klaar voor een tweede poging. Om te voorkomen dat er nogmaals sabotage wordt gepleegd, wordt International Rescue gevraagd om toezicht te houden op de lancering. Jeff Tracy twijfelt eerst, aangezien er geen direct gevaar is, maar stemt uiteindelijk toe. Scott en Virgil zullen met Thunderbirds 1 en 2 naar de plek van de lancering vliegen om daar toezicht te houden en Zero-X te begeleiden tijdens het opstijgen, terwijl Alan in Thunderbird 3 vanuit de ruimte de lancering in de gaten houdt. Jeff stuurt tevens Lady Penelope naar de persconferentie van de astronauten de avond voor de lancering. Ze geeft aan elk van de astronauten een St. Christopher-broche met een zendertje, en ontdekt zo dat iemand anders de plek van een van de astronauten aan boord van Zero-X heeft ingenomen. Scott ontmaskert de bedrieger, the Hood alweer, maar hij weet te ontkomen. Na een achtervolging schakelen Lady Penelope en Parker the Hood uit door zijn helikopter neer te schieten.
Na de lancering nodigt Lady Penelope Scott en Virgil uit voor een avond in een nachtclub. Op Tracy-eiland voelt Alan zich buitengesloten omdat Jeff niet toestaat dat hij en TinTin ook naar een nachtclub gaan en op hun post moeten blijven. Die nacht krijgt Alan een droom waarin Lady Penelope hem mee uitneemt. In de droom wordt hij getrakteerd op een optreden van Cliff Richard Jr and the Shadows (die voor de gelegenheid een nieuw nummer, Shooting Star, opnamen). De droom eindigt abrupt met een val uit zijn bed.
De Zero-X bereikt na een wekenlange reis Mars. Een klein deel wordt afgekoppeld en land op Mars.  Al rijdende onderzoeken de astronauten het terrein. Wanneer zij een paar vreemde rotsformaties onderzoeken en beschieten om de brokstukken voor onderzoek mee nemen, blijken dit slapende wezens te zijn; eenogige rots-slangen. Op enge wijze ontwaken er nu steeds meer en beginnen terug te schieten met vuurballen. De astronauten vluchten en ze lanceren zich om opnieuw aan te koppelen.
Tijdens de terugkeer van Zero-X mislukt de aankoppeling van een van de vleugels die nodig zijn voor de landing. De mislukte koppeling beschadigt de Zero-X, inclusief de bediening van de ontsnappingscapsule. International Rescue wordt te hulp geroepen. Alan slaagt er met advies van Brains in om de bediening van de ontsnappingscapsule te repareren, waarna de bemanning weet te ontsnappen net voordat Zero-X neerstort.
Na afloop lijkt Alans droom uit te komen wanneer Lady Penelope hem mee uit neemt. Maar al snel blijken ze minder alleen te zijn dan ze eerst dachten. De hele Tracy-familie zit vermomd in dezelfde club.

## Stemmen
| Acteur          | Personage                    |
| --------------- | ---------------------------- |
| Sylvia Anderson | Lady Penelope Creighton-Ward |
| Ray Barrett     | John Tracy/The Hood          |
| Peter Dyneley   | Jeff Tracy                   |
| Shane Rimmer    | Scott Tracy                  |
| Jeremy Wilkin   | Virgil Tracy                 |
| Matt Zimmerman  | Alan Tracy                   |
| David Graham    | Gordon Tracy/Brains/Parker   |
| Christine Finn  | Tin-Tin                      |
| Neil McCallum   | Dr. Ray Pierce               |
| Paul Maxwell    | Captain Paul Travers         |
| Cliff Richard   | Cliff Richard Jr             |

## Achtergrond

### Analyse
Een volledige film met marionetten was, en is nog steeds, erg ongebruikelijk. Er is geen twijfel over dat United Artists de film financierde omdat de serie een groot succes was bij zowel kinderen als volwassenen. De film was echter minder geslaagd dan UA hoopte. Volgens Gerry Anderson zou dat komen doordat de doelgroep niet gewend was aan bioscoopfilms gebaseerd op televisieseries. De datzelfde jaar uitgebrachte Batman-film en Doctor Who-film Daleks - Invasion Earth 2150 AD, die ook beide gebaseerd waren op een televisieserie, waren ook minder succesvol dan gepland.
Andere critici vinden dat het meer te maken heeft met het feit dat de film een opgerekte televisie-aflevering is en een aandachtsspanne van 50 minuten niet probleemloos naar 90 minuten kan worden opgerekt. De meeste fans van de serie vinden dat deze film te weinig typisch Thunderbirds-actie heeft en ook zondigt tegen de bedrijfsvoering van International Rescue (de basis mag niet onbemand blijven, maar toch is de hele familie aan het eind van de film in de Swinging Star).
De redding komt pas aan het eind en is weinig origineel. Dit is in nog grotere mate van toepassing op de tweede speelfilm Thunderbird Six die twee jaar later is uitgekomen. De film wordt ook nodeloos lang onderbroken in het midden door de voor het verhaal irrelevante droom van Alan Tracy en het optreden van Cliff Richard Junior & Shadows.
De Thunderbirdfilms waren Gerry Andersons laatste producties waarin de marionetten met de enorme hoofden werden gebruikt. Verbeteringen in technologie maakten dat in de serie Captain Scarlet, die na de films werd gemaakt, poppen voorkwamen met kleinere, meer realistische hoofden.

### Plaats in Gerry Andersons series
Thunderbirds are Go doet dienst als een soort brug tussen de televisieseries Thunderbirds en Captain Scarlet and the Mysterons. De  Marslander MEV (Martian Exploration Verhicle) die het afkoppelbare voorstuk van de Marsraket Zero-X vormt, komt in beiden voor. Captain Scarlet ontdekt ermee de stad van de Mysterons en vernietigt deze door een misverstand, waarop de "War of Nerves" tussen Mysterons en de Aarde (verdedigd door de Spectrum-organisatie) voor 39 afleveringen van 25 minuten van start gaat.